# 지도 연계사
지도 연계사는 전라남도 신안군 지도읍 태천리에 있다. 2000년 1월 31일 신안군의 향토유적 제28호로 지정되었다.

## 개요
김유신을 기리기 위해 세운 사당으로 김유신이 백제와 전쟁을 치르기 위해 진격할 때 이곳을 다녀간 것을 기념하기 위해 건랍되었다.